# 馬博元
馬博元（英語：Jason Poyuan Ma），中華民國外交官，國立政治大學外交系學士、外交研究所碩士，曾任外交部北美司科長、駐美國臺北經濟文化代表處政治組副組長、領務組副組長、國會組副組長、國會組組長、外交部參事、外交部北美司副司長等職務，現任駐歐盟兼駐比利時代表處公使銜副代表。
馬博元為103年行政院模範公務員、102年全國青年獎章得主。
馬博元曾是血癌患者。